# Атмар, Мохаммад Ханиф
Мохаммад Ханиф Атмар (пушту محمد حنیف اتمر‎; род. 10 сентября 1968, Лагман) — бывший министр иностранных дел и бывший министр внутренних дел Афганистана. До этого он работал с несколькими международными гуманитарными организациями. занимал должности министра восстановления и развития сельских районов и министра образования. В 2011 году он был частью партии Правда и справедливость. За время своего пребывания в должности он посетил несколько стран, чтобы получить финансирование для стабилизации ситуации в Афганистане.
Атмар работал советником по национальной безопасности Ашрафа Гани с 2014 по 2018 год, когда он ушёл в отставку из-за разногласий с Гани по некоторым вопросам. В конце 2018 года Атмар выдвинул свою кандидатуру на президентских выборах в апреле 2019 года, продемонстрировав, что он твердо верит в возможность мирного соглашения с талибами. 4 апреля 2020 года он был назначен исполняющим обязанности министра иностранных дел и утверждён на постоянной основе Волеси джиргой 21 ноября 2020 года. Он был приведён к присяге 4 февраля 2021 года. Он бежал в Турцию после падения Кабула в августе 2021 года.

## Биография
Атмар родился в 1968 году в семье Мохаммада Асефа Атмара в провинции Лагман в Афганистане. Он этнический пуштун. В молодости он работал в KHAD , афганском агентстве безопасности и разведки, тесно связанном с советским КГБ, в том числе в подразделении специальных операций. Во время афганской войны он сражался против афганских моджахедов и потерял ногу, защищая Джелалабад в 1987 году. Атмар уехал в Соединённое Королевство после взятия Кабула моджахедами.
В Великобритании он получил две степени в Йоркском университете диплом в области информационных технологий и компьютеров и степень магистра в области государственной политики, международных отношений и послевоенной реконструкции, которую он изучал с 1996 по 1997 год. Он свободно говорит на пушту, дари, английском, урду и хинди. В 1992 году Атмар начал консультировать гуманитарные агентства по Афганистану и Пакистану, что он будет продолжать делать в течение двух лет. После этого он пошел в Норвежскую церковь помощи, где он служил в качестве руководителя программы в течение шести лет до 2001 года. В том же году он был нанят на должность заместителя генерального директора Международного комитета спасения Афганистана, но после терактов 11 сентября, вторжения США в Афганистан в 2001 году и Боннского соглашения о создании афганской временной администрации под руководством Хамида Карзая.
В 2002 году Атмар был приглашён в состав переходного правительства в качестве министра восстановления и развития сельских районов, а в декабре 2004 года был утверждён с тем же портфелем в кабинете новоизбранного президента Хамида Карзая. Как один из самых молодых членов кабинета и технократ, он направил свою энергию на преобразование дисфункционального и ничем не примечательного министерства национального значения, охватывающее каждую провинцию страны, контролируя годовой бюджет почти в 500 миллионов долларов в конце своего четырёхлетнего пребывания в должности.
Эркан Мурат, региональный директор ПРООН в Афганистане, в 2004 году описал Атмар как поборника человеческого развития. Как глава министерства, считавшегося ключевым потребителем международных средств, в его задачу входило обеспечение продовольственной безопасности сельского населения, безопасной питьевой воды, альтернативы наркоэкономике и создание необходимой инфраструктуры для экономики в сельской местности. развивать.
В мае 2006 года Атмар был приведён к присяге в качестве министра образования после того, как был одобрен подавляющим большинством членов Национального собрания.
В октябре 2008 года Атмар был приведён к присяге в качестве министра внутренних дел после одобрения большинством в Национальном собрании.
Атмар был назначен исполняющим обязанности министра иностранных дел президентом Ашрафом Гани 4 апреля 2020 года. Гани также назначил его министром на постоянной основе до утверждения Национальным собранием. Его выдвижение было одобрено 197 из 246 депутатов, присутствовавших на Волеси джирге 21 ноября, при этом 24 выступили против, девять голосов остались незаполненными, а 16 — недействительными. Он был приведён к присяге 4 февраля 2021 года.
Наступление талибов в 2021 году завершилось захватом Кабула. Атмар был эвакуирован из Афганистана 16 августа 2021 года в Турцию вместе с гражданами Турции и другими афганскими официальными лицами правительством Турции.